# Gelatina esplosiva
La gelatina esplosiva è un esplosivo ad alto potenziale. Si tratta di una categoria di esplosivi gelatinati detonanti che derivano dalla dinamite brevettata da Alfred Nobel. Sono formate da nitroglicerina e nitrocellulosa (fulmicotone). Possono essere presenti sostanze inerti, additivi e nitrato d'ammonio.
I diametri dei tubi in commercio vanno dai 25 mm fino ai 90 mm. Possono essere utilizzate in ambiente di lavoro, a cielo aperto o in sotterraneo e nelle demolizioni civili.
Quando la percentuale di nitroglicerina è vicina al 100% assume il nome di "gomma".
Essendo un esplosivo detonante per esplodere necessita dell'impiego di un detonatore di qualsiasi tipo,(a fuoco, elettrico, NONEL, elettronico).
Nell'impiego le gelatine possono essere utilizzate insieme agli esplosivi pulverulenti, questi ultimi composti in maggioranza da nitrato di ammonio, TNT e additivi di varia natura.